# 岩崎良美 (アナウンサー)
岩崎 良美（いわさき よしみ、4月9日 - ）は、フリーアナウンサー。福井テレビジョン放送の元アナウンサー。株式会社ライムライトに所属していた。

## 経歴
群馬県出身。津田塾大学学芸学部国際関係学科卒業。2004年福井テレビに入社。2007年退社。

## 福井テレビ在籍当時の担当番組
- おかえりなさ〜い[1]（月曜・火曜スタジオ）
- 座・タイムリーふくい[1]

## フリー転向後の出演番組
- とちぎ発!旅好き![1]（とちぎテレビ、その他独立U局の関東、関西の一部テレビ局ネット）
- チバテレビカラオケ大賞21（チバテレビ） - アシスタント[1]
- ダイワ・証券情報TV「株式ワイド」<（スカパー!） - キャスター[1]